# Daulatpur (Saptari)
Daulatpur (nep. दौलतपुर) – gaun wikas samiti we wschodniej części Nepalu w strefie Sagarmatha w dystrykcie Saptari. Według nepalskiego spisu powszechnego z 2001 roku liczył on 834 gospodarstw domowych i 4387 mieszkańców (2253 kobiet i 2134 mężczyzn).